# Relaciones Granada-México
Granada y los Estados Unidos Mexicanos establecieron relaciones diplomáticas en 1975. Ambas naciones son miembros de la Asociación de Estados del Caribe, Naciones Unidas, Comunidad de Estados Latinoamericanos y Caribeños, Naciones Unidas y la Organización de los Estados Americanos.

## Historia
Granada y México establecieron relaciones diplomáticas el 11 de abril de 1975. Desde el establecimiento de relaciones diplomáticas; las relaciones entre ambas naciones han tenido lugar principalmente en foros multilaterales. En 1983, México condenó la Invasión de Granada por parte de los Estados Unidos, y exigió respeto a la integridad territorial y la soberanía de Granada. México también instó a las organizaciones internacionales a tomar las medidas necesarias para la retirada de todas las fuerzas extranjeras de Granada.
En febrero de 2010, el primer ministro de Granada Tillman Thomas realizó una visita a Cancún para asistir a la cumbre México-Comunidad del Caribe (CARICOM). En noviembre de 2010, el primer ministro granadino, Tillman Thomas, regresó a Cancún para asistir a la Conferencia de las Naciones Unidas sobre el Cambio Climático de 2010.
En 2014, México abrió un consulado honorario en Saint George. En mayo de 2014, el primer ministro granadino Keith Mitchell y el ministro de Relaciones Exteriores Nickolas Steele viajaron a México para asistir a la cumbre México-Comunidad Caribe celebrada en Mérida.
En 2004 Huracán Iván golpeó Granada y destruyó el edificio del Parlamento del país. México contribuyó $13.5 millones de dólares del Caribe Oriental para la construcción del nuevo edificio del Parlamento de Granada. El nuevo edificio fue inaugurado en junio de 2014 y contó con la presencia del embajador mexicano no-residente. Oscar Esparza-Vargas. En honor a la contribución de México, Granada nombró la biblioteca del Parlamento como Mexico Library', para conmemorar los estrechos vínculos entre los dos países.
En marzo de 2018, el secretario de Relaciones Exteriores de México Luis Videgaray Caso realizó una visita a Granada. En 2021, México envió médicos a Granada para ayudar en la lucha contra el COVID-19 en la isla.

## Visitas de alto nivel
Visitas de alto nivel de Granada y México
- Primer ministro Tillman Thomas (febrero y noviembre de 2010)
- Primer ministro Keith Mitchell (2014)
- Ministro de Relaciones Exteriores Nickolas Steele (2014)

Visitas de alto nivel de México a Granada
- Secretario de Relaciones Exteriores Luis Videgaray Caso (2018)

## Acuerdos bilaterales
Ambas naciones han firmado algunos acuerdos bilaterales, como un Acuerdo de Cooperación Educativa y Cultural (1981) y un Acuerdo de Cooperación para el Desarrollo (2014). Cada año, el gobierno mexicano ofrece becas para ciudadanos de Granada para estudiar estudios de posgrado en instituciones mexicanas de educación superior.

## Comercio
En 2023, el comercio entre Granada y México ascendió a $6.1 millones de dólares. Las principales exportaciones de Granada a México incluyen: aparatos eléctricos para circuitos, teléfonos y teléfonos móviles, y válvulas para tuberías y cubetas. Las principales exportaciones de México a Granada incluyen: muebles, electrónica doméstica, hierro y acero sin alear, productos químicos, alcohol y petróleo. La empresa multinacional mexicana, Cemex opera en Granada.

## Misiones diplomáticas
- Granada está acreditado a México a través de su embajada en Washington D. C., Estados Unidos.[9]
- México está acreditado a Granada a través de su embajada en Castries, Santa Lucía y mantiene un consulado honorario en Saint George.[10]